# Cena za kulturu Německé fotografické společnosti
Kulturpreis der Deutschen Gesellschaft für Photographie (Cena za kulturu Německé fotografické společnosti) je ocenění, které jednou do roka uděluje za významné počiny v kategorii fotografie společnost Deutsche Gesellschaft für Photographie (Německá fotografická společnost, DGPh) od roku 1959.
Cena má formu pozlacené optické čočky a je udělována pouze žijícím osobám. Vítěz by měl působit v oblasti humanitární, charitativní, vědecké nebo umělecké.
Vítězové jsou nominováni členy společnosti DGPh.

## Vítězové

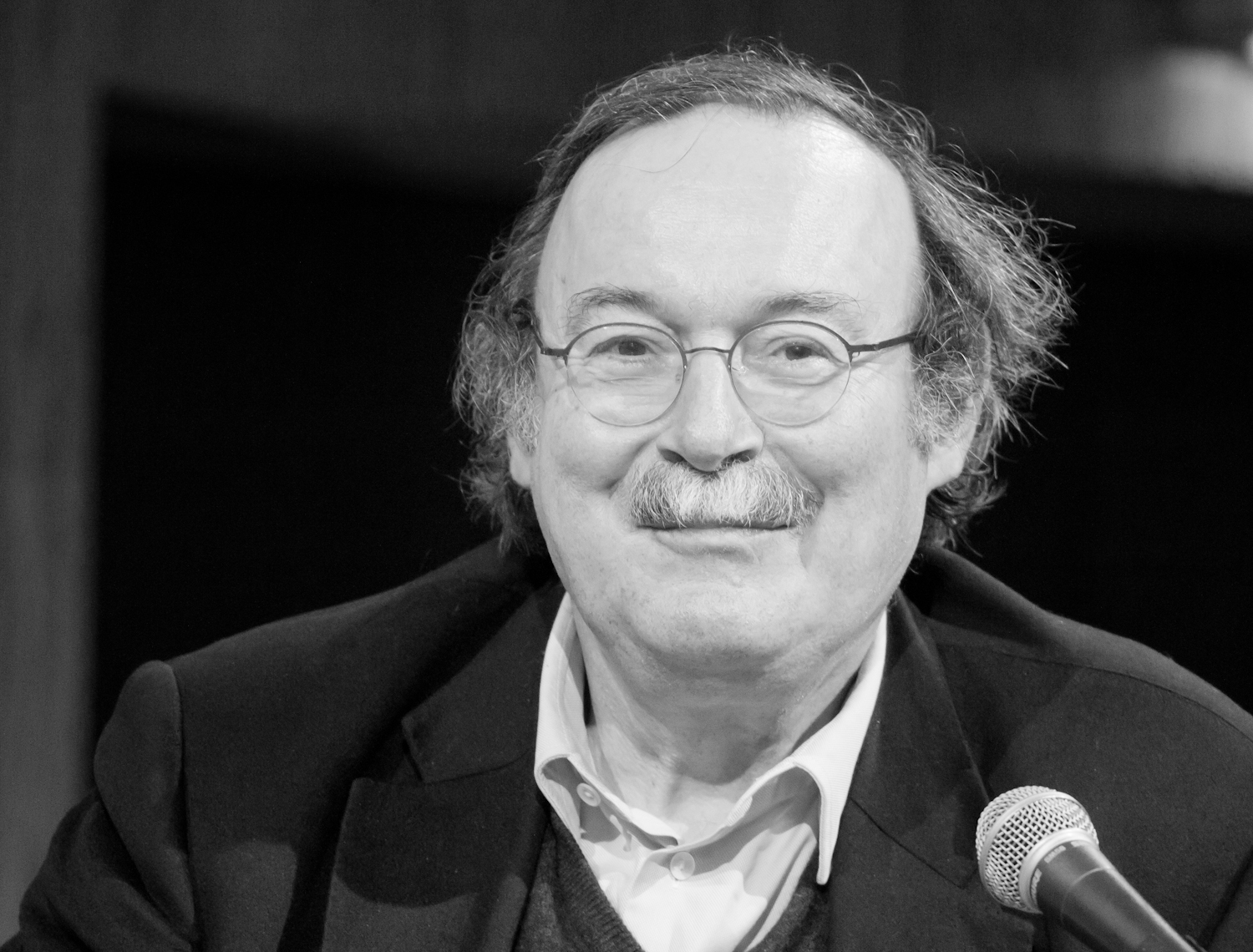
Cenu za kulturu Německé fotografické společnosti v roce 2016 získal Lothar Schirmer

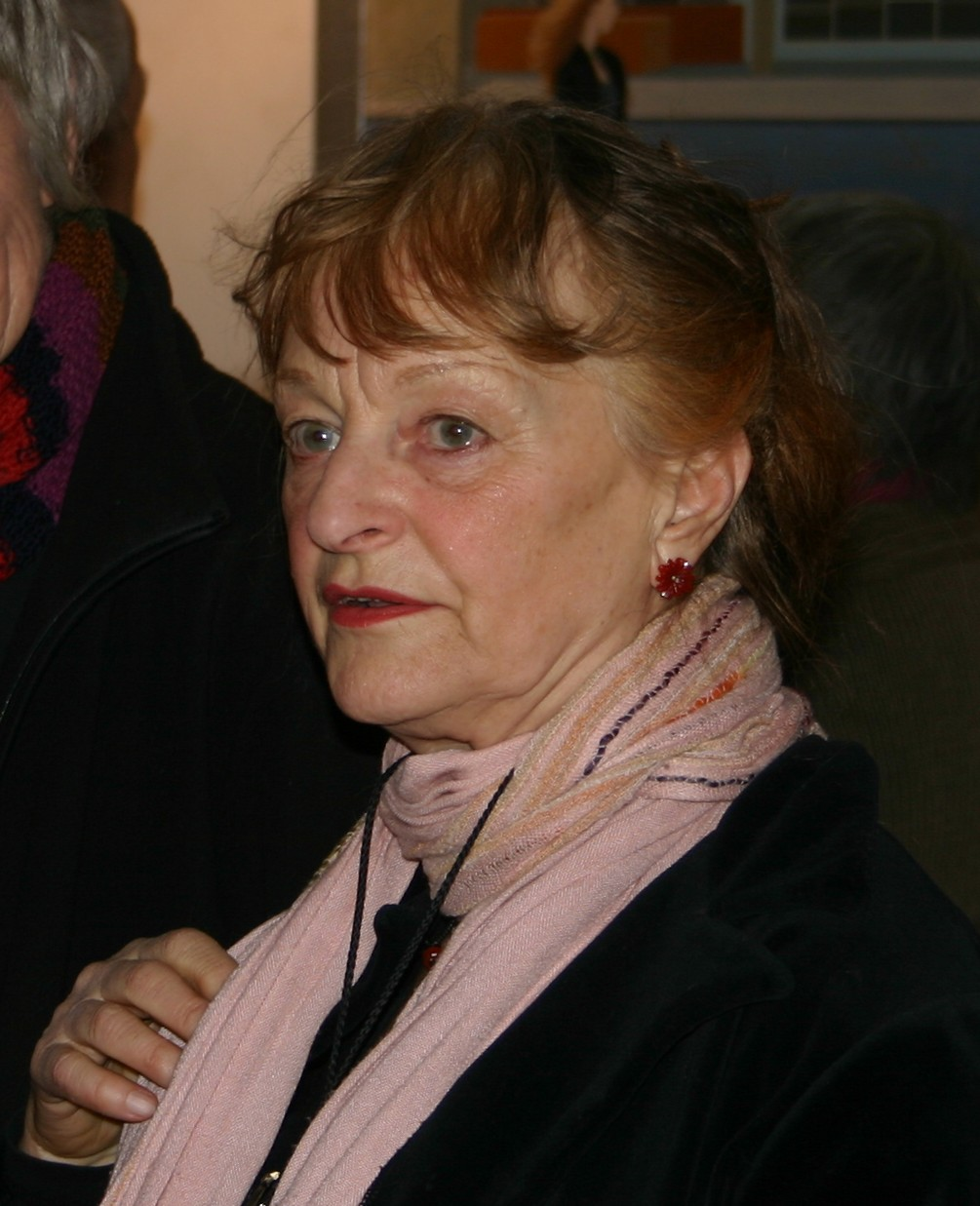
Helga Parisová získala cenu v roce 2019

- 1959 – Helmut Gernsheim a Robert Janker
- 1960 – Fritz Brill[1] a Albert Renger-Patzsch
- 1961 – John Eggert,[2] Hilmar Pabel,  August Sander  a Gustav Wilmanns[3]
- 1962 – Alfred Eisenstaedt  a Otto Steinert
- 1963 – Edith Weyde
- 1964 – Fritz Kempe  a Emil Schulthess
- 1965 – Heinz Hajek-Halke  a Felix H. Man
- 1966 – Man Ray  a Alexander Smakula
- 1967 – Henri Cartier-Bresson  a Edwin H. Land
- 1968 – Bruno Uhl,  Chargesheimer,  Charlotte March  a Thomas Höpker
- 1969 – Herbert Bayer  a Hellmut Frieser
- 1970 – Beaumont Newhall  a L. Fritz Gruber
- 1971 – Dennis Gábor  a Josef Svoboda
- 1972 – Ernst Haas
- 1973 – Walter Bruch,  Leopold Godowsky, Jr.  a Gotthard Wolf
- 1974 – Erwin Fieger  a Willy Fleckhaus
- 1975 – Vyhledávací služba Německého červeného kříže
- 1976 – Rosemarie Clausen  a Regina Relang  a Liselotte Strelow
- 1977 – Wesley T. Hanson  a Eberhard Klein
- 1978 – Gisèle Freund
- 1979 – Andor Kraszna-Krausz  a Allan Porter  a Wolf Strache
- 1980 – Ludwig Bertele  a J. A. Schmoll
- 1981 – Harold E. Edgerton a J. Mitchell
- 1982 – Eliot Porter a Reinhart Wolf
- 1983 – Karl Pawek (posmrtně[4])
- 1984 – Jacques-Henri Lartigue[5]
- 1985 – Bernd a Hilla Becherovi
- 1986 – Paul K. Weimer
- 1987 – Irving Penn
- 1988 – William Klein
- 1989 – Paul B. Gilman  a Erik Moisar  a Tadaaki Tani
- 1990 – Cornell Capa  a Sue Davies  a Anna Fárová
- 1991 – Peter Keetman
- 1992 – Evelyn Richter
- 1993 – Lennart Nilsson
- 1994 – Christine Frisinghelli  a Manfred Willmann
- 1995 – Mario Giacomelli
- 1996 – Karl Lagerfeld
- 1997 – David Hockney
- 1998 – Andreas Feininger
- 1999 – Gruppe fotoform a Siegfried Lauterwasser,  Wolfgang Reisewitz  a Toni Schneiders
- 2000 – Robert Häusser
- 2001 – F. C. Gundlach
- 2002 – A. D. Coleman
- 2003 – Wim Wenders  a Mogens S. Koch
- 2004 – Daidó Morijama
- 2005 – Wilfried Wiegand
- 2006 – Ed Ruscha
- 2007 – Sarah Moon  a Robert Delpire
- 2008 – Steven J. Sasson
- 2009 – Wolfgang Tillmans
- 2010 – Stephen Shore
- 2011 – Klaus Honnef
- 2012 – Manfred P. Kage
- 2013 – Maryse Cordesse, Lucien Clergue, Jean-Maurice Rouquette, Michel Tournier
- 2014 – Gottfried Jäger
- 2015 – Trevor Paglen
- 2016 – Lothar Schirmer
- 2017 – Duane Michals
- 2018 – Wolfgang Kemp
- 2019 – Helga Parisová
- 2020 – Ute Eskildsen
- 2021 – Artur Walther
- 2022: Hans-Michael Koetzle
- 2023: Ute a Werner Mahlerovi
- 2024: Gerhard Steidl